# Ernest Hennejonck
Ernest Hennejonck, né le 4 octobre 1878 à Mouscron et y décédé le 5 juin 1965 fut un homme politique socialiste belge.
Hennejonck fut président de la Société de secours Mutuels La Fraternelle à Mouscron de 1909 à 1926.; gérant (1908), puis directeur de la coopérative La Fraternelle; administrateur de la Société de Crédits aux et de la Construction de Logements bon marché à Mouscron.
Il fut élu conseiller communal (1921-64) et échevin des Travaux publics de Mouscron (1921-58); sénateur de l'arrondissement Courtrai-Mouscron (1932-36). 

## Sources
- bio sur ODIS